# José Vicente de Azevedo
José Vicente de Azevedo (Lorena, 7 de julho de 1859 — São Paulo, 3 de março de 1944) foi um advogado, filantropo e político brasileiro.

## Biografia
Filho do coronel José Vicente de Azevedo e de Angelina Moreira de Castro Lima, que era irmã de Joaquim José Moreira Lima Júnior, conde de Moreira Lima, e de Antônio Moreira de Castro Lima, barão de Castro Lima, e filha de Carlota Leopoldina de Castro Lima, viscondessa de Castro Lima. Era irmão de Francisco de Paula Vicente de Azevedo, barão da Bocaina.
Formou-se pela Faculdade de Direito do Largo de São Francisco, em 1882.
Foi eleito deputado provincial (equivalente aos atuais deputados estaduais) para a Assembleia Provincial de São Paulo (hoje Assembleia Legislativa do Estado de São Paulo) nas 25ª, 26ª 27ª legislaturas (1884/1885, 1886/1887 e 1888/1889).
Como deputado apresentou e obteve aprovação dos projetos que autorizavam a construção do Viaduto do Chá e da nova Sé Catedral Metropolitana de São Paulo. Com a proclamação da República, permaneceu por alguns anos afastado das atividades políticas.
Voltou à política em 1898. Foi eleito seis vezes para a Câmara do Congresso Legislativo do Estado de São Paulo onde exerceu da 4ª a 6ª legislaturas (1898/1900, 1901/1903 e 1904/1906) e da 8ª a 10ª legislaturas (1910/1912, 1913/1915 e 1916/1918).
Foi eleito senador estadual para o Senado do Congresso Legislativo do Estado de São Paulo na 13ª Legislatura (de 1925 a 1927).
A partir da vinda de Santa Paulina para o estado de São Paulo, ajuda em suas obras de caridade junto com o Padre Luiz Maria Rossi. Em 1 de julho de 1935 foi condecorado pelo Papa Pio XI com o título de Conde romano.
Católico fervoroso, é de sua autoria o famoso "Hymno à Gloriosa Padroeira do Brasil", que ficou conhecido como o "Viva a Mãe de Deus e nossa". O hino foi oficializado no dia 11 de maio de 1951, pelo Cardeal Motta, arcebispo de São Paulo. 